# Кларкит
Кларки́т или кларкеи́т — минерал группы кюрита, представляющий собой гидратированную форму оксида урана — гидроксоуранат натрия с примесями состава (Na,Ca,Pb)2(UO2)2(O,OH)3 или (Na,Ca,Pb)(UO2)O(OH)·0-1H2O. Общая формула беспримесного кларкита — Na[(UO2)O(OH)](H2O)0-1.
Кларкит является единственным известным природным высокотемпературным уранатом.
Цвет образцов варьируется от тёмно-коричневого до красновато-оранжевого. Кларкит образуется при окислении и замещении уранинита на поздних стадиях кристаллизации пегматита. Хотя уранинитсодержащие гранитные пегматиты — обычное явление, кларкит встречается редко и является сопутствующим другим минералам урана.
Известно только два месторождения этого минерала: в пегматите из района Спрюс-Пайн западной части Северной Каролины (США), и в окрестностях Аджмера из области Раджпутана (Индия).
Он был назван в честь Фрэнка Вигглсворта Кларка (1847—1931), американского химика-минералога, бывшего главным химиком Геологической службы США.